# دوني نيلسون
دوني نيلسون (بالإنجليزية: Donnie Nelson)‏ هو مدرب كرة سلة أمريكي، ولد في 10 سبتمبر 1962 في دي موين في الولايات المتحدة.